# Membracis foliata
Membracis foliata is een halfvleugelig insect uit de familie van de bochelcicaden (Membracidae). De wetenschappelijke naam van de soort werd in 1758 als Cicada foliata gepubliceerd door Carl Linnaeus. In 1787 gaf Johann Christian Fabricius een andere kleurvariatie van dezelfde soort de naam Membracis lunata. Die naam werd echter al vrij snel herkend als een synoniem.
De lichaamskleur is zwart, met witte maanvormige vlekken. Fabricius' naam lunata ('maanvormig') verwijst hiernaar. De naam foliata betekent 'voorzien van bladeren' en verwijst naar de gewelfde lichaamsvorm die wel wat weg heeft van een blad.